# Deckerville
Deckerville é uma vila localizada no estado americano de Michigan, no Condado de Sanilac.

## Demografia
Segundo o censo americano de 2000, a sua população era de 944 habitantes.
Em 2006, foi estimada uma população de 920, um decréscimo de 24 (-2.5%).

## Geografia
De acordo com o United States Census Bureau tem uma área de
3,3 km², dos quais 3,3 km² cobertos por terra e 0,0 km² cobertos por água. Deckerville localiza-se a aproximadamente 252 m acima do nível do mar.

## Localidades na vizinhança
O diagrama seguinte representa as localidades num raio de 20 km ao redor de Deckerville.